# Outarde korhaan
Pour les articles homonymes, voir Outarde.
Afrotis afra
Espèce
Statut CITES
Statut de conservation UICN

 VU A4bc : Vulnérable
L'Outarde korhaan (Afrotis afra, syn. Eupodotis afra) est une espèce d'oiseau appartenant à la famille des Otididae endémique d'Afrique du Sud.

## Description
Cet oiseau mesure 50 cm pour une masse de 700 g.

## Répartition
Cette espèce n'est présente que dans l'ouest et le centre de la province du Cap en Afrique du Sud, ainsi que dans le parc d'Etosha, en Namibie.

## Alimentation
Peu d'éléments sont connus sur son alimentation composée de végétaux et d'insectes.

## Nidification
Cet oiseau se reproduit d'août à octobre. La ponte comporte un ou deux œufs.